# Khalid Al-Muwallid
Khalid Al-Muwallid (in arabo  خالد مسعد المولد ‎?; Gedda, 23 novembre 1971) è un ex calciatore saudita, di ruolo centrocampista.

## Palmarès

### Nazionale
- Coppa d'Asia: 2

1988, 1996